# El Puig (Sant Julià de Cerdanyola)
El Puig és una muntanya de 1.102 metres que es troba al municipi de Sant Julià de Cerdanyola, a la comarca catalana del Berguedà.